# Popa

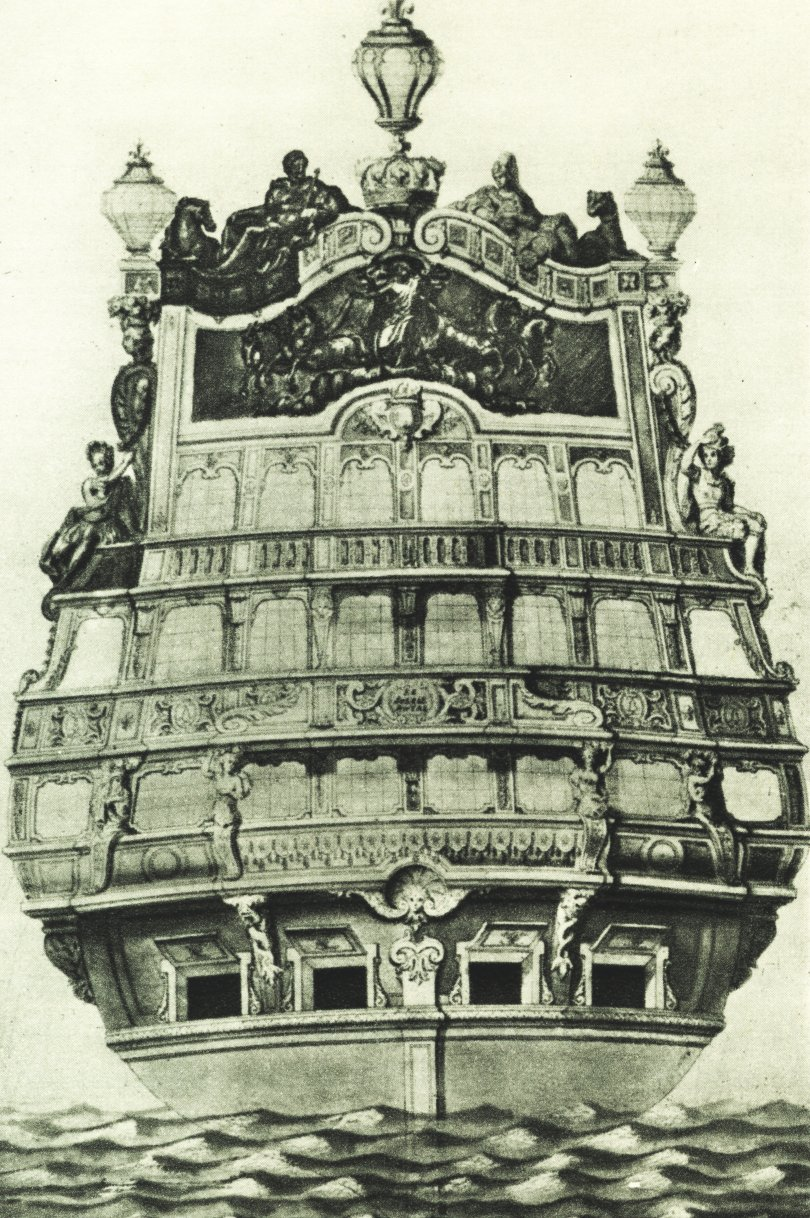
Castelo de popa do Soleil Royal, por Jean Bérain, o velho.

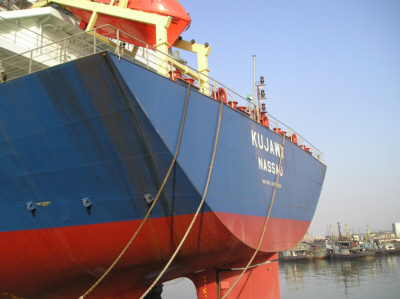
A popa de um moderno navio.

A popa ou ré é a secção traseira de uma embarcação, sendo tecnicamente definida como a área construída entre o painel de popa e as alhetas da embarcação. O termo popa é por vezes utilizado para designar genericamente toda a secção localizada a ré da meia-nau.
Por razões funcionais a popa sempre foi a localização do aparelho de manobra do navio, em especial do leme e da respectiva roda do leme, que antes do desenvolvimento das tecnologias de movimento hidráulico não podiam ser manobrados de muito longe.
Por extensão, e para permitir maior proximidade à zona de manobra, ao mesmo tempo que aproveitava a zona mais abrigada do navio e menos sujeita a balanço do navio, a popa passou a ser a localização preferida para instalação dos aposentos do capitão e dos seus oficiais. Tal levou a que o castelo de popa, nome porque era designada a superestrutura localizada a ré, passasse a ser em extremo elaborada, com grandes janelas decorativas, lanternas, talhas e outros sinais da ostentação. Os passageiros importantes eram acomodados no castelo de popa, sendo-lhe também ali servidas as refeições.
Nos navios de guerra, a concentração da oficialidade no castelo de popa transformou-se numa vulnerabilidade, já que em batalha atingir o castelo de popa com uma bordada era seguro que causaria baixas importantes. Daí que as tácticas navais de combate da época da navegação à vela privilegiassem o assalto ao castelo de popa.
Tradicionalmente é também à popa que se coloca a bandeira de registo do navio (embora durante a navegação esta possa ser movida para o mastro principal) e se inscreve o nome e porto de registo da embarcação. Os antigos navios tinham à popa, sobre a bandeira, uma lanterna, por vezes de grandes dimensões e grande valor decorativo (hoje substituída por uma simples lâmpada de sinalização sobre a bandeira).
Na primeira metade do século XIX a popa dos navios foi sendo progressivamente arredondada, sendo abandonados os tradicionais castelos de popa. Com o advento dos navios movidos a hélice posterior, a popa transformou-se numa área de localização de equipamentos, o que abrigou à transferência para a meia-nau dos alojamentos do capitão e oficiais e das messes que tradicionalmente eram aí localizados.
Nos modernos paquetes, a popa é em geral utilizada para localizar restaurantes e outras estruturas de lazer e convívio pois tem a vantagem de permitir a visibilidade desimpedida de quaisquer estruturas em três direcções. Sobre a estrutura de popa são em geral localizadas as piscinas e outras estruturas descobertas pois com o movimento do navio esta secção é a mais abrigada do vento (neste caso do vento relativo dada a velocidade de deslocação).